# Lasos
Lasos (en grec antic: Λάσος, llatí: Lasus) va ser un destacat poeta líric de l'antiga Grècia nadiu d'Hermíona, a l'Argòlida. El seu pare es deia Cabrí o Carmí.
Va viure cap a la part final del segle vi aC i va fundar o renovar l'escola atenenca de poesia ditiràmbica i va ser mestre de Píndar cap a l'any 506 aC. Aristòfanes diu que era contemporani de Simònides (del qual era rival) i va viure sota el patronatge d'Hiparc. Heròdot diu que va descobrir un engany d'Onomàcrit, que havia atribuït a Museu uns oracles falsos, i per això Hiparc va expulsar Onomàcrit d'Atenes.
La Suda diu que va ser l'introductor (cap a l'any 508 aC) dels concursos ditiràmbics a les Dionísies, imitant la manera com es feien els de les obres dramàtiques. Se sap molt poc de la seva vida, i els fragments de poemes d'aquest autor han arribat de forma defectuosa. Segons Joan Tzetzes, que l'anomena Dassos, va ser el segon gran poeta després d'Aríon. Estobeu l'anomena Tassos.
Plutarc explica que va inventar algunes adaptacions musicals a la poesia ditiràmbica, introduint un acompanyament amb diverses flautes i utilitzant més veus (o sons musicals, φθόγγοις). El canvi de mètode musical va portar a un canvi en la temàtica, i en general va introduir una gran llibertat en aquesta poesia. Es diu que va introduir en la seva poesia temes diversos que li permetien mostrar la seva habilitat dialèctica, i per això va ser inclòs per alguns autors entre els set savis de Grècia.
Va escriure un himne a Demèter (que era adorat a Hermíona) en dialecte dòric, del que en queden tres versos recollits per Ateneu de Nàucratis, i una oda titulada Κένταυροι ('centaures') ambdues notables perquè no incloïen la lletra Σ. A més de poemes va escriure sobre teoria de la música i la Suda diu que va ser el primer que ho va fer. Cameleó d'Heraclea va escriure un llibre sobre Lasos.